# Distretto di Chugay
Il distretto di Chugay  è uno degli otto distretti della provincia di Sánchez Carrión, in Perù. Si trova nella regione di La Libertad e si estende su una superficie di 416,31  chilometri quadrati.